# Khalanga
Khalanga é uma cidade do Nepal.